# Blooming Grove (Wisconsin)
Blooming Grove – miasto w Stanach Zjednoczonych, w stanie Wisconsin, w hrabstwie Dane.